# 阿爾興斯托夫
阿爾興斯托夫是瑞士的城鎮，位於該國中部，由伯恩州負責管轄，面積6.56平方公里，海拔高度500米，2011年人口567，九成人口信奉基督教，人口密度每平方公里86人。